# 술고래
술고래(Barfly)는 미국에서 제작된 바벳 슈로더 감독의 1987년 코미디, 드라마 영화이다. 미키 루크 등이 주연으로 출연하였고 바렛 슈로더 등이 제작에 참여하였다.

## 출연

### 주연
- 미키 루크
- 페이 더너웨이

### 조연
- 앨리스 크리지
- J.C. 퀸
- 프랭크 스탤론

## 제작진
- 협력프로듀서: 잭 바런
- 미술: 밥 지엠비키
- 의상: 밀레나 카노네로
- 배역: 낸시 라라-한슈
- 배역: 로버트 맥도널드
- 배역: 팻 오세스